# Cirsium nipponicum
Cirsium nipponicum là một loài thực vật có hoa trong họ Cúc. Loài này được (Maxim.) Makino mô tả khoa học đầu tiên năm 1905.